# Làmpada de xenó

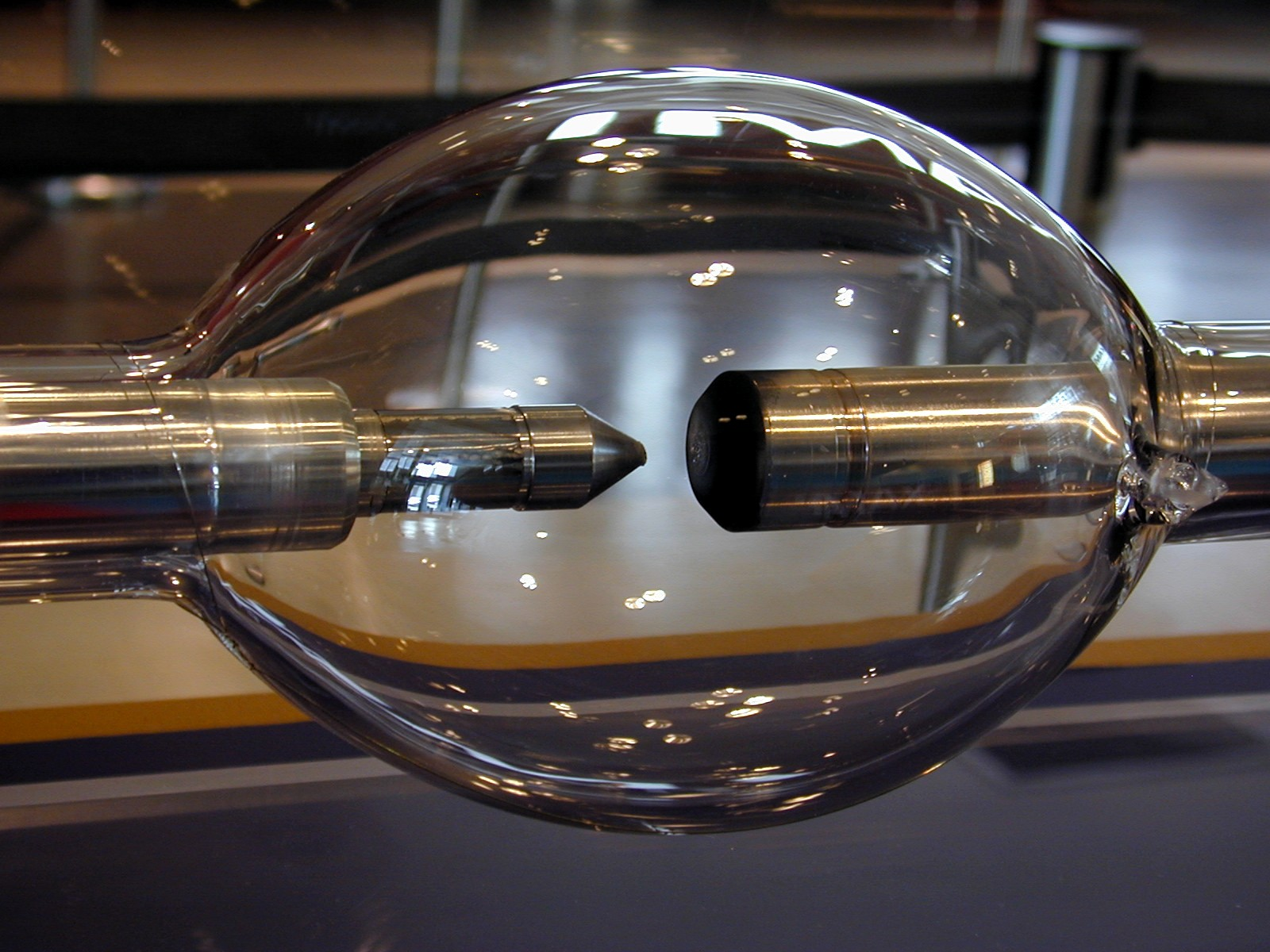
Làmpada de 15 kW de xenó utilitzada en projectors IMAX.

Una làmpada o llum de xenó és una làmpada de descàrrega de gas que des de 1991 substitueix la làmpada halògena en les llums davanteres dels cotxes i s'utilitza en projectors de gran potència en cinemes, en reflectors i per altres usos especialitzats en la indústria i la recerca per simular la llum solar. La denominació làmpada de xenó és una mica confusa, ja que es tracta d'una làmpada de plasma amb vapor de mercuri a alta pressió, per la qual el xenó només té un paper per a l'encesa inicial.

## Tipus i funcionament
Les làmpades de xenó es poden dividir en tres categories: làmpades de xenó d'arc curt i sortida contínua, làmpades de xenó d'arc llarg i sortida contínua i làmpades de flash de xenó (que es consideren separadament de les altres).
Cada làmpada consisteix en un tub de quars fos o un altre material de vidre resistent a la calor, amb un elèctrode de tungstè a cada extrem. Un arc elèctric crema entre els dos elèctrodes de la làmpada de descàrrega de gas de xenó. L'extremadament petit espai per cremar - un recipient de cristall de quars - conté gas xenó a alta pressió, així com mercuri i sals metàl·liques - en total menys d'1 mg. En les làmpades de flash de xenó, un tercer elèctrode envolta l'exterior del tub. Per l'encesa es necessita un impuls d'alta tensió, que es crea mitjançant un balast electrònic. Aquest dispositiu s'encarrega tot seguit del control d'intensitat de la llum.
La durada d'una làmpada de xenó varia segons el seu disseny i consum d'energia, normalment amb una mitjana de vida des de 500 hores (7 kW) fins a 1.500 (1 kW).

## Història

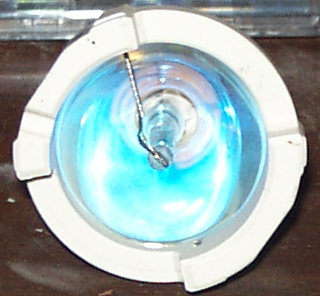
Una làmpada d'arc curt de xenó-mercuri de 100 W i d'Osram en un reflector.

Les làmpades d'arc curt de xenó van ser inventades durant la dècada del 1940 a Alemanya i introduïdes per l'empresa Osram. Les primeres, que contaven amb una potència de 2 kW, es van començar a emprar en la projecció de pel·lícules a partir de 1951, fins al punt que van reemplaçar les làmpades d'arc de carboni. Les darreres tenen potències que van des de 900W fins a 12kW i xisteixen, però, els sistemes de projecció Omnimax (Imax Dome), que utilitzen làmpades de xenó individuals amb una potència de 15 kW, però des del 2016, que la il·luminació làser en projectors de cinemes digitals ha començat a tenir una forta presència en el mercat i es preveu que en un futur acabaran substituint les làmpades de xenó en aquesta aplicació.

## Construcció i seguretat

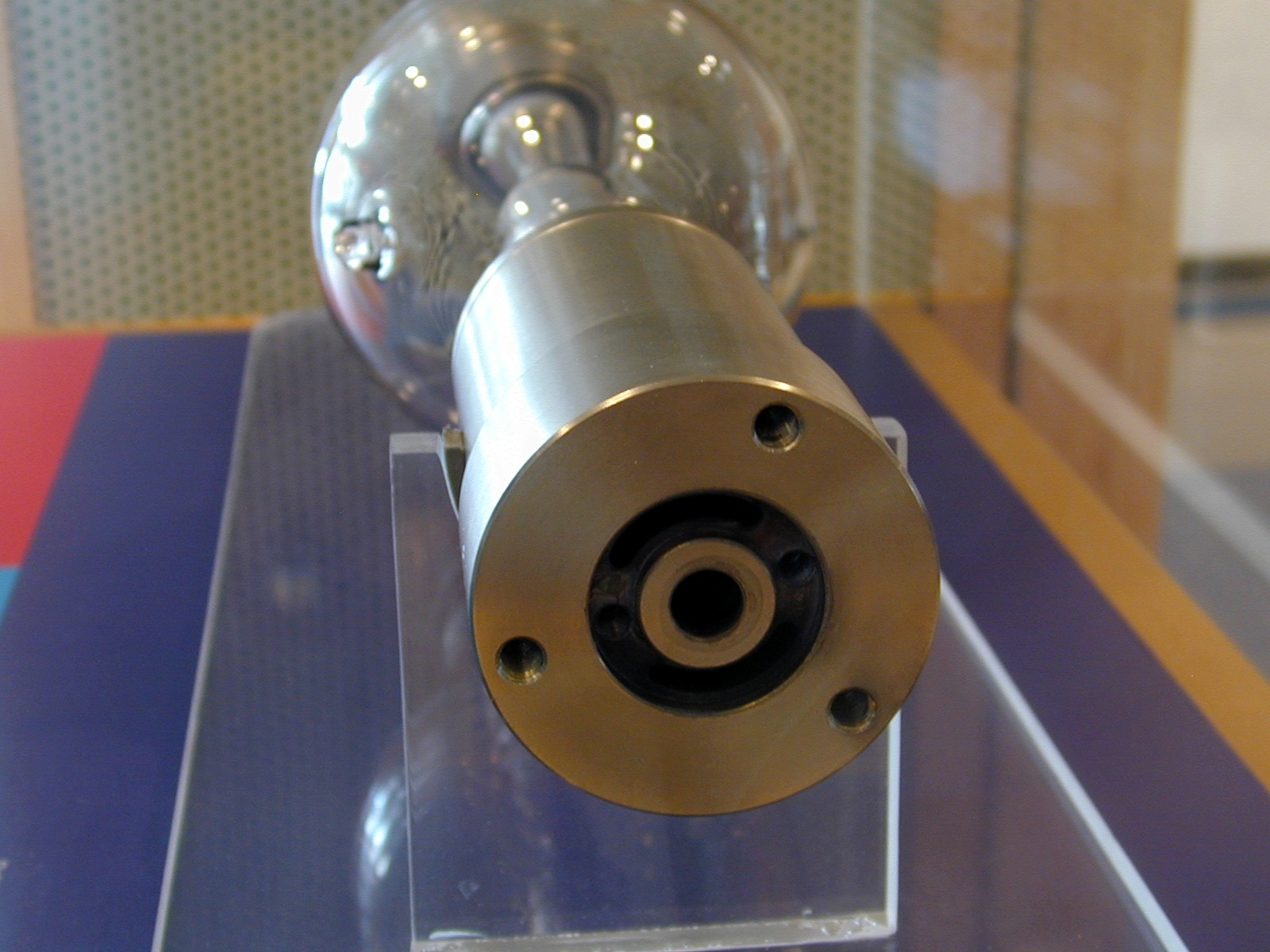
Vista del final d'una làmpada IMAX de 15 kW que mostra el sistema de refrigeració de líquid.

Actualment, les làmpades de xenó d'arc curt modernes utilitzen quars fos amb elèctrodes de tungstè coberts per tori.
El quars fos és l'únic material econòmicament viable que avui dia pot suportar una alta pressió (25 atmosferes en una bombeta IMAX) i l'alta temperatura d'una làmpada encesa. El tori en els elèctrodes millora considerablement les seves característiques d'emissió. Com que el tungstè i el quars tenen diferents coeficients d'expansió tèrmica, els elèctrodes són soldats amb tires de molibdè pur o d'un aliatge de l'invar, les quals més tard es fonen en els quars per formar la cobertura.
A causa dels nivells de potència tan elevats, les làmpades es refrigeren amb aigua i gràcies a una junta tòrica que acordona el tub, els elèctrodes no es posen en contacte amb ella. En aplicacions de molt baixa potència, els elèctrodes estan massa freds per a dur a terme una emissió eficient; en aplicacions d'alta potència és necessari disposar d'un circuit de refredament d'aigua en cada elèctrode. Per estalviar costos, els circuits d'aigua sovint no estan separats i l'aigua és desionitzada per tal que sigui elèctricament no-conductora, cosa que permet dissoldre-hi els quars o alguns materials làser.

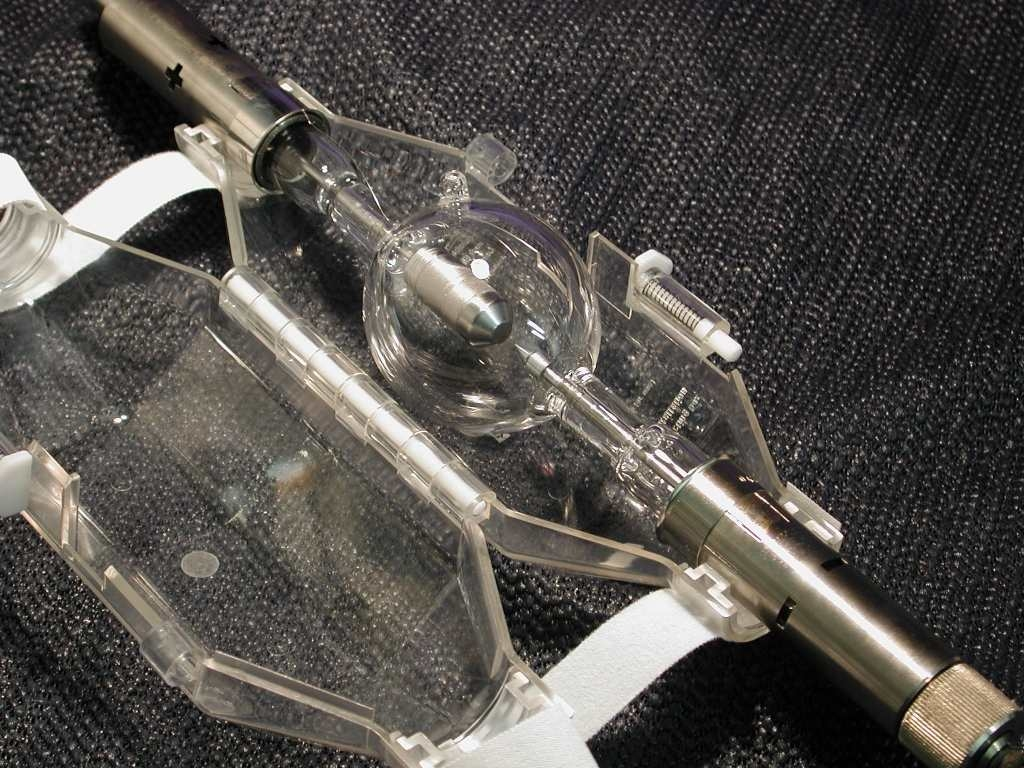
Vista perspectiva d'una làmpada de 3 kW amb un escut plàstic de seguretat, que utilitza durant l'enviament.

Per aconseguir la màxima eficiència, en l'interior de les làmpades d'arc curt el gas xenó es manté a una pressió extremadament alta, fins a 30 atmosferes, cosa que planteja problemes de seguretat. Per exemple, si cau una làmpada encesa i es trenca, les peces de la cobertura poden sortir llançades a gran velocitat. Per mitigar això, les làmpades d'arc curt de xenó es protegeixen mitjançant uns escuts protectors, que guarden els fragments quan es produeixen trencaments. Normalment, l'escut es treu una vegada que la làmpada ja està instal·lada. Quan la llum s'acaba, aquesta es treu, es descarta i l'escut es torna a posar de nou. A mesura que les làmpades envelleixen, augmenta el risc d'explosió de les bombetes que es van substituint. A causa de les preocupacions en la seguretat, els fabricants de làmpades recomanen utilitzar proteccions oculars quan es manipulen. En altres casos, degut al perill que suposen algunes làmpades, especialment aquelles que s'utilitzen en els projectors IMAX, calen peces de roba de protecció a tot el cos a l'hora de manipular-les.

## El generador de llum
Les làmpades de xenó d'arc curt contenen dues varietats diferents de xenó: xenó pur, que sols conté gas xenó, i xenó-mercuri, que conté gas xenó i una petita quantitat de mercuri.

### Xenó pur
En una làmpada de xenó pur, la major part de la llum es genera dins d'un petit núvol de plasma, situat a la part on el corrent dels elèctrodes abandona el càtode. El volum d'aquesta llum és cònic i la seva intensitat cau de forma exponencial en desplaçar-se del càtode a l'ànode. Els electrons que passen pel núvol ataquen l'ànode, provocant l'escalfament d'aquest. Com a resultat, l'ànode d'una làmpada de xenó d'arc curt ha de ser molt més gran que el càtode o ha d'estar refrigerat en aigua, per dissipar la calor.
Un cop produïdes, les làmpades de xenó pur tenen una contínua distribució espectral d'energia d'uns 6200K de temperatura de color i un índex de reproducció cromàtica prop de 100. No obstant, en una làmpada d'alta pressió, hi ha fortes línies d'emissió a l'infraroig proper, aproximadament en la regió de 850-900 nm. Aquesta regió espectral pot contenir un 10% de tota la llum emesa. La intensitat de la llum oscil·la des dels 20.000 fins als 500.000 cd/cm². Un exemple és la "làmpada XBO", nom comercial d'una làmpada de xenó d'arc curt de l'empresa Osram.
Per aplicacions en àmbits com l'endoscòpia i la tecnologia dental, s'inclouen sistemes d'il·luminació orientativa.

### Xenó-mercuri
En les làmpades de xenó-mercuri d'arc curt, la major part de la llum es genera en el núvol de plasma situat a la punta de cada elèctrode. El volum de la llum és una intersecció entre dos cons i la seva intensitat cau de forma exponencial en desplaçar-se al centre de la làmpada. Les làmpades de xenó-mercuri d'arc curt tenen un espectre blanc blavós i una potència de sortida d'ultraviolat extremadament alta. Aquestes làmpades s'utilitzen principalment per a la reticulació química, la esterilització d'objectes i la generació d'ozó.
La mida petita de l'arc permet enfocar la llum de la làmpada amb una precisió moderada. Per aquest motiu, s'utilitzen làmpades de xenó de mides més petites, fins a 10 W, en òptica i en il·luminacions precises de microscopis i altres instruments, tot i que actualment estan sent reemplaçades per díodes làser i làsers superconductors de llum blanca que poden produir un punt de difracció veritablement limitat. Les làmpades més grans s'utilitzen en reflectors on es generen raigs de llum reduïts o per a la il·luminació de pel·lícules en les quals cal llum solar.
Totes les làmpades de xenó d'arc curt generen una radiació ultraviolada substancial. El xenó té fortes línies espectrals en les franges ultraviolades, que passen per sobre de l'embolcall de quars fos fàcilment. A diferència del vidre de borosilicat que s'utilitza en les làmpades estàndard, el quars fos traspassa sense problemes la radiació ultraviolada, a menys que estigui especialment dopat. La radiació UV emesa per una làmpada d'arc curt pot causar un problema secundari en la generació d'ozó. L'ultraviolat ataca molècules d'oxigen en l'aire que envolta la làmpada i les ionitza. Tot seguit, algunes de les molècules ionitzades es recombinen en ozó. Els equips que utilitzen llums d'arc curt com a font de llum han de contenir la radiació ultraviolada i evitar l'acumulació d'ozó.

## L'alimentació

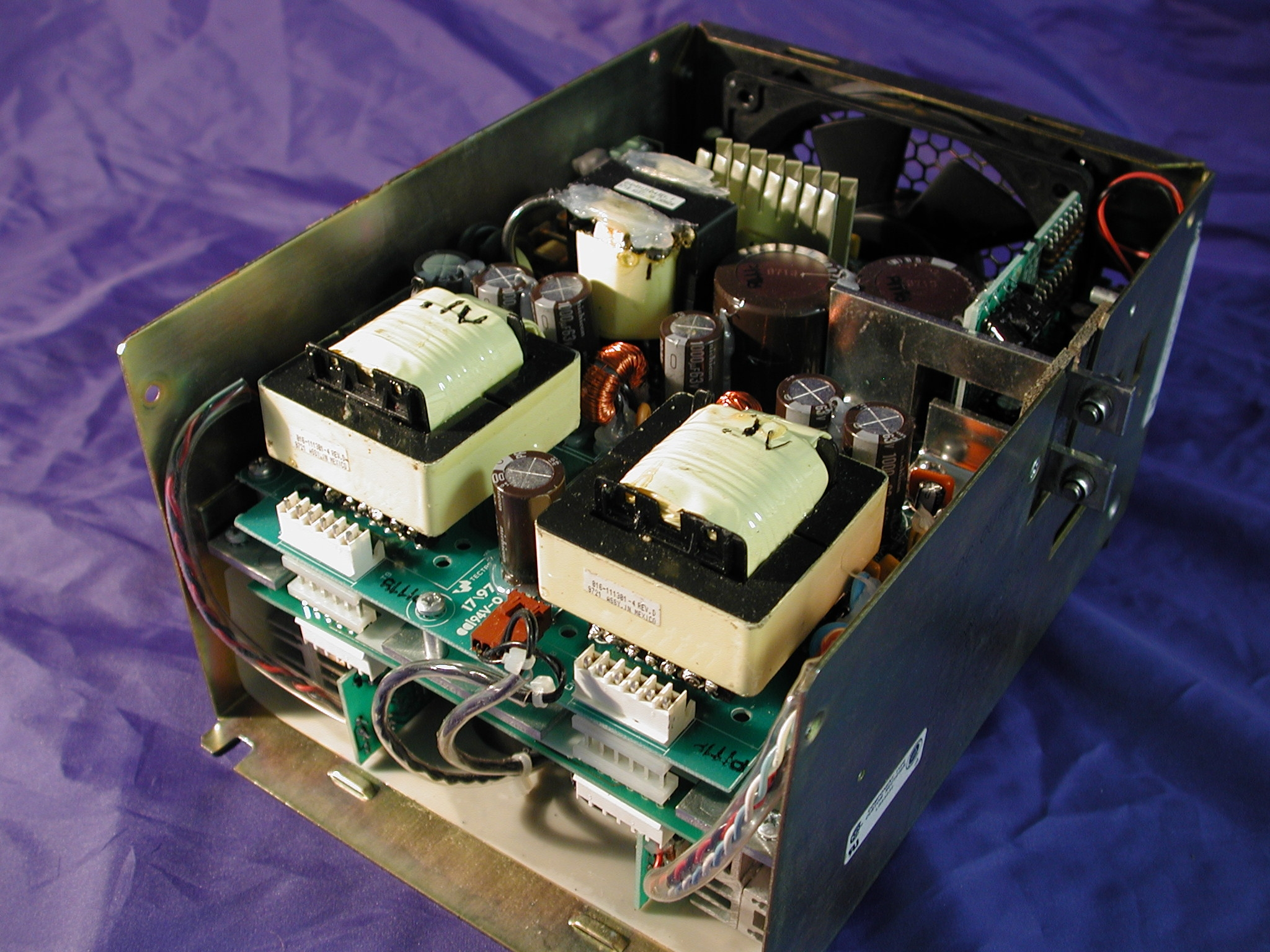
Vista interior d'una font d'alimentació d'una làmpada de xenó d'arc curt de 1 kW.

Les làmpades de xenó d'arc curt tenen un coeficient de temperatura negatiu igual que altres làmpades de descàrrega de gasos. Funcionen amb una tensió baixa, un corrent alt i continu i s'inicien amb un impuls d'alta tensió de 20 a 50 kV. Per exemple, una làmpada de 450 W funciona normalment a 18 V i 25 A una vegada encesa. Aquestes làmpades són inherentment inestables, propenses a fenòmens com l'oscil·lació del plasma. A causa d'aquestes característiques, les làmpades de xenó d'arc curt requereixen d'una font d'alimentació adequada.

## Làmpades de xenó de ceràmica

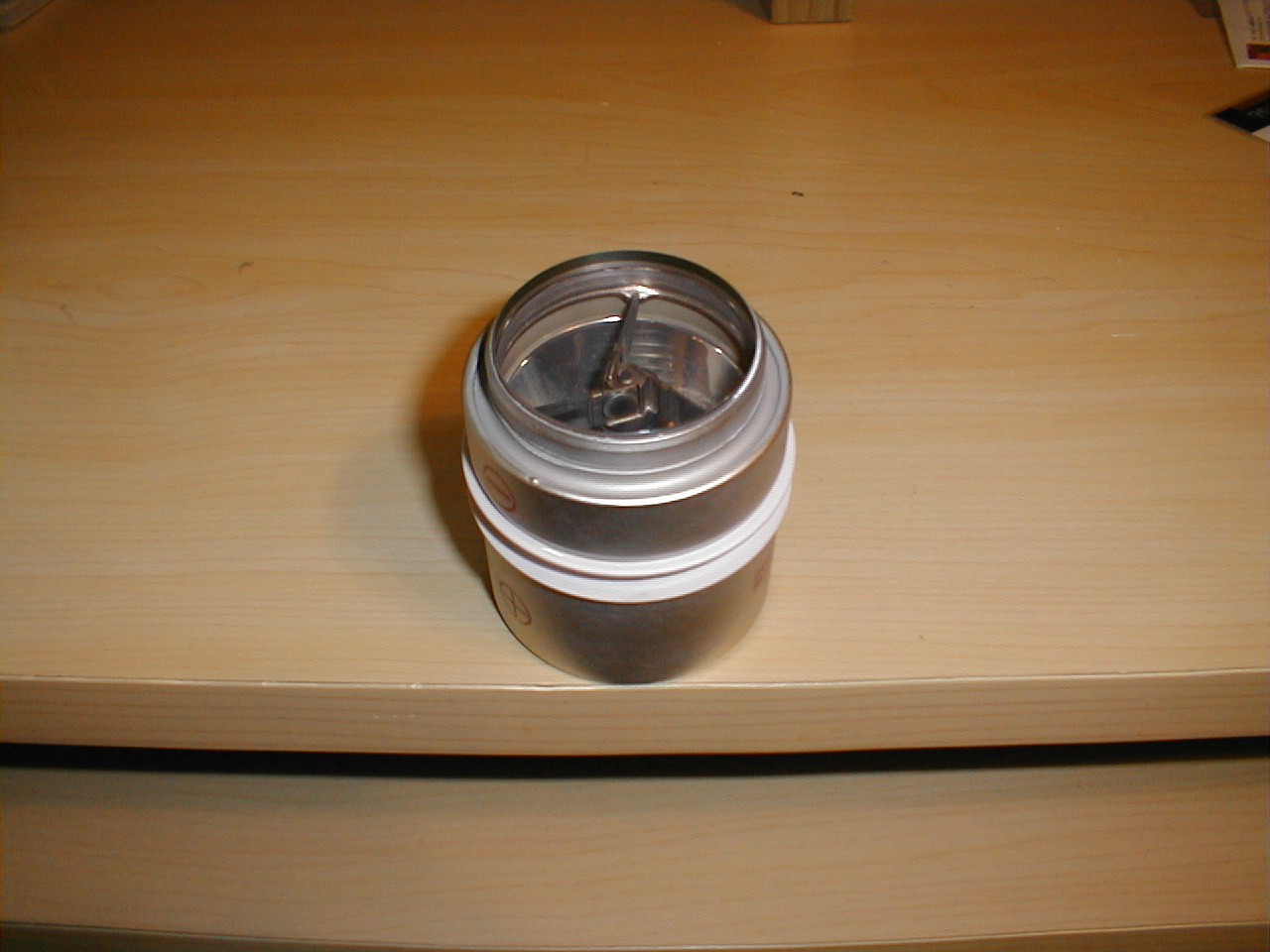
Làmpada de xenó Cermax de 2kW d'un projector de vídeo.

Les làmpades de xenó d'arc curt també es poden fabricar de ceràmica i amb un reflector integral. Estan disponibles amb diferents potències de sortida i les opcions de reflectors son parabòliques (per a llum col·limada) o el·líptiques (per a llum focalitzada). S'utilitzen en varies aplicacions, com ara projectors de vídeo, il·luminadors de fibra òptica, de fars, endoscopis, il·luminació dental i per reflectors.

## Fars de xenó

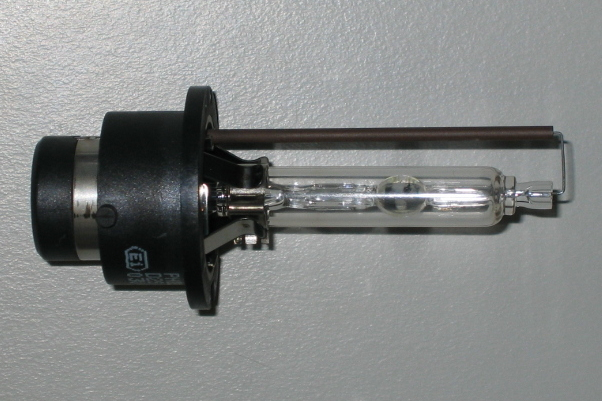
Làmpada xenó d'un far d'automòbil amb un Brenner D2S avariada.

Des de 1991 s'utilitza la làmpada de descàrrega de gas al sector de l'automòbil: va ser introduït per primera vegada en un BMW Sèrie 7 a càrrec de l'empresa Osram, inicialment només per a les llums curtes i des de 2001 també per a les llums de llarga distància en el que es denominen fars bi-xenó. En aquests últims s'utilitza el mateix llum per a les llums baixes i altes. Per alterar l'abast s'utilitza una coberta mecànica que s'anteposa al raig de llum.
També hi ha fars de xenó dobles en què no s'utilitza cap coberta, sinó que compten amb dos combustions independents així com amb lents o reflectors propis i dos balasts per far.
Atès que les làmpades de xenó són làmpades de descàrrega de gas, no es poden comprovar les làmpades defectuoses com quan es fon un filament, sinó que cal comprovar si funciona el llum interior, que està plena de gas xenó.

## Làmpades de xenó d'arc llarg
Les làmpades de xenó d'arc llarg són estèticament similars a les làmpades d'arc curt, excepte que la part d'arc que conté el tub de vidre és més allargada. Aquestes làmpades, muntades dins d'un reflector el·líptic, serveixen per simular la llum solar. S'utilitzen normalment per a dur a terme proves de cèl·lules fotoelèctriques, simulacions solars per proves d'edat de materials, ràpids processaments tèrmics i inspeccions de materials.